# Comuna Provița de Jos, Prahova
Provița de Jos este o comună în județul Prahova, Muntenia, România, formată din satele Drăgăneasa, Piatra și Provița de Jos (reședința).

## Așezare
Comuna se află de-a lungul râului Provița, în vestul județului, la limita cu județul Dâmbovița. Este traversată de șoseaua județeană DJ101E, care o leagă spre est de Câmpina (DN1) și spre nord de Provița de Sus și Adunați.

## Demografie
Componența etnică a comunei Provița de Jos
     Români (92,77%)
     Romi (1,45%)
     Alte etnii (0,09%)
     Necunoscută (5,68%)
Componența confesională a comunei Provița de Jos
     Ortodocși (91,51%)
     Adventiști (1,03%)
     Alte religii (1,03%)
     Necunoscută (6,43%)
Conform recensământului efectuat în 2021, populația comunei Provița de Jos se ridică la 2.131 de locuitori, în scădere față de recensământul anterior din 2011, când fuseseră înregistrați 2.264 de locuitori. Majoritatea locuitorilor sunt români (92,77%), cu o minoritate de romi (1,45%), iar pentru 5,68% nu se cunoaște apartenența etnică. Din punct de vedere confesional, majoritatea locuitorilor sunt ortodocși (91,51%), cu o minoritate de adventiști (1,03%), iar pentru 6,43% nu se cunoaște apartenența confesională.

## Politică și administrație
Comuna Provița de Jos este administrată de un primar și un consiliu local compus din 11 consilieri. Primarul, Ionuț Bocioacă[*], de la Partidul Social Democrat, este în funcție din octombrie 2020. Începând cu alegerile locale din 2024, consiliul local are următoarea componență pe partide politice:
|  | Partid                          | Consilieri | Componența Consiliului | Componența Consiliului | Componența Consiliului | Componența Consiliului | Componența Consiliului | Componența Consiliului | Componența Consiliului | Componența Consiliului |
|  | ------------------------------- | ---------- | ---------------------- | ---------------------- | ---------------------- | ---------------------- | ---------------------- | ---------------------- | ---------------------- | ---------------------- |
|  | Partidul Social Democrat        | 8          |                        |                        |                        |                        |                        |                        |                        |                        |
|  | Alianța pentru Unirea Românilor | 2          |                        |                        |                        |                        |                        |                        |                        |                        |
|  | Partidul Național Liberal       | 1          |                        |                        |                        |                        |                        |                        |                        |                        |

## Istorie
La sfârșitul secolului al XIX-lea, comuna era inclusă în plaiul Prahova din județul Prahova, fiind formată din satele Drăgăneasa, Piatra, Provița și Provița de Jos, având în total 1560 de locuitori, care se ocupau cu agricultura, dulgheria și rotăria. În comună se afla o școală, o biserică ortodoxă și o moară de apă pentru măcinat pe râul Provița. În anul 1887, este menționat un sat cu numele de Măgurelele Negrului, ce făcea parte din comuna Provița de Jos, Plaiul Prahova, și care a fost asimilat de satul Provița. În 1925, comuna, cu satele Măgurelele-Negrulăi, Drăgăneasa, Provița de Jos și Piatra, avea 2473 locuitori.
Comuna a fost arondată până în 1938 plășii Câmpina a județului Prahova, apoi din 1952 raionului Câmpina din regiunea Prahova și apoi (după 1952) din regiunea Ploiești. În 1968 a revenit la județul reînființat Prahova, în componența actuală.

## Personalități
Comuna este locul de naștere al regizoarei de film Aurora Cornu (1931–2021).
De asemenea, comuna este locul de naștere al lui Dumitru Comănescu, care, pentru scurt timp, a fost verificat și declarat cel mai bătrân bărbat în viață din lume înainte de moartea sa, în iunie 2020, la vârsta de 111 ani și 219 zile.